# Robert Wallace Wilkins
Robert Wallace Wilkins (4 décembre 1906 - 9 avril 2003) est un enquêteur et éducateur médical américain.

## Biographie
Il apporte de nombreuses contributions à la recherche sur l'hypertension et les maladies cardiovasculaires. Il est président de l'American Heart Association en 1957 et reçoit son Gold Heart Award en 1962. Wilkins reçoit le Prix Albert-Lasker en 1958 pour ses recherches. 
On lui attribue l'introduction de la réserpine, un médicament antipsychotique et antihypertenseur, aux États-Unis en 1950.